# Hemmesjö gamla kyrka
Hemmesjö gamla kyrka ligger i Växjö kommun och tillhör Hemmesjö-Furuby församling. Kyrkan är en av de mest oförändrade medeltidskyrkorna i Växjö stift, och en av de äldsta i landet.

## Kyrkobyggnaden
Den romanska kyrkan byggdes under  1100-talets senare del, men övergavs när Hemmesjö nya kyrka färdigställdes 1854. I början av 1900-talet hade den förfallit, men började restaureras 1921 och togs därefter åter i bruk.
Eftersom så få förändringar skett ger kyrkan med kyrkogården en god bild av en svensk medeltida sockenkyrka.
Kyrkan som är byggd i gråsten och putsad och består av ett långhus med kor och absid i öster. Norr om koret finns en vidbyggd sakristia.Långhusets smala nord- och sydportaler har profilerade omfattningar av granit samt ekdörrar. Framför södra ingången har tidigare funnits ett vapenhus i trä.  I västra väggen syns spår efter en igenmurad öppning, troligen avsedd för ett torn som aldrig blev uppfört.
Kyrkorummet har välbevarade kryssvalv slagna under 1400-talet. I absiden och triumfbågen finns rester av romanska kalkmålningar. I långhusets norra del finns ett murat sidoaltare. Med undantag av de under 1700-talet förstorade fönstren på sydsidan, är det medeltida kyrkorummet oförändrat.
Den nuvarande klockstapeln uppfördes 1953.

## Inventarier
- Altare av sten från kyrkans byggnadstid.
- Tredelad altarring.
- Dopfunt av sandsten från 1100-talets andra hälft med fabeldjurreliefer. Kan möjligen vara huggen av en jylländsk stenmästare, kallad: ”Öhrmästaren”, som under 1100-talet skulle varit verksam vid domkyrkobygget i Växjö. Funten uppvisar påfallande likheter med den i Öhrs kyrka.
- Altarskåp daterat till 1500-talet. På baksidan av skåpets dörrar finns bl.a. en målning av den engelske missionsbiskopen den helige Sigfrid. I famnen har han ett kar med sina tre systersöners avhuggna huvuden.
- Triumfkrucifix från 1300-talet.
- Medeltida rökelsekar

## Bildgalleri

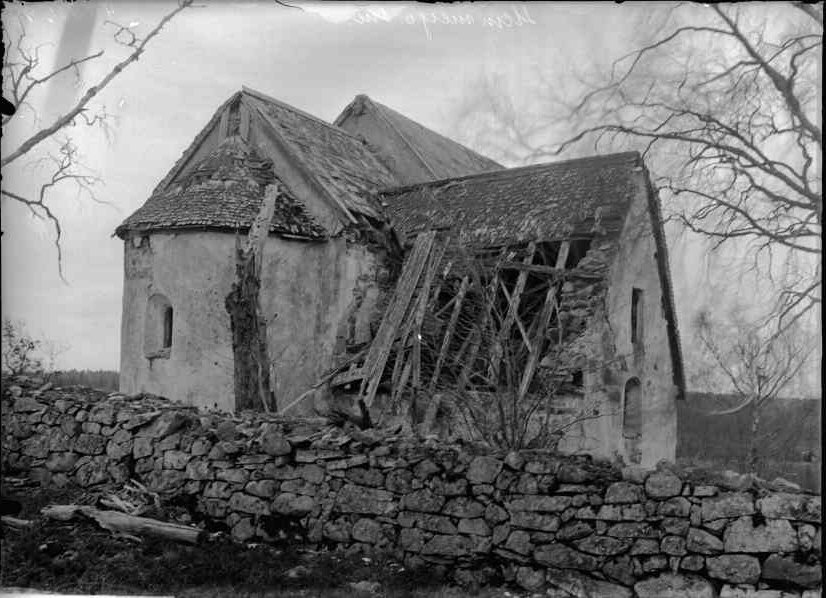
Kyrkan som ruin 1919
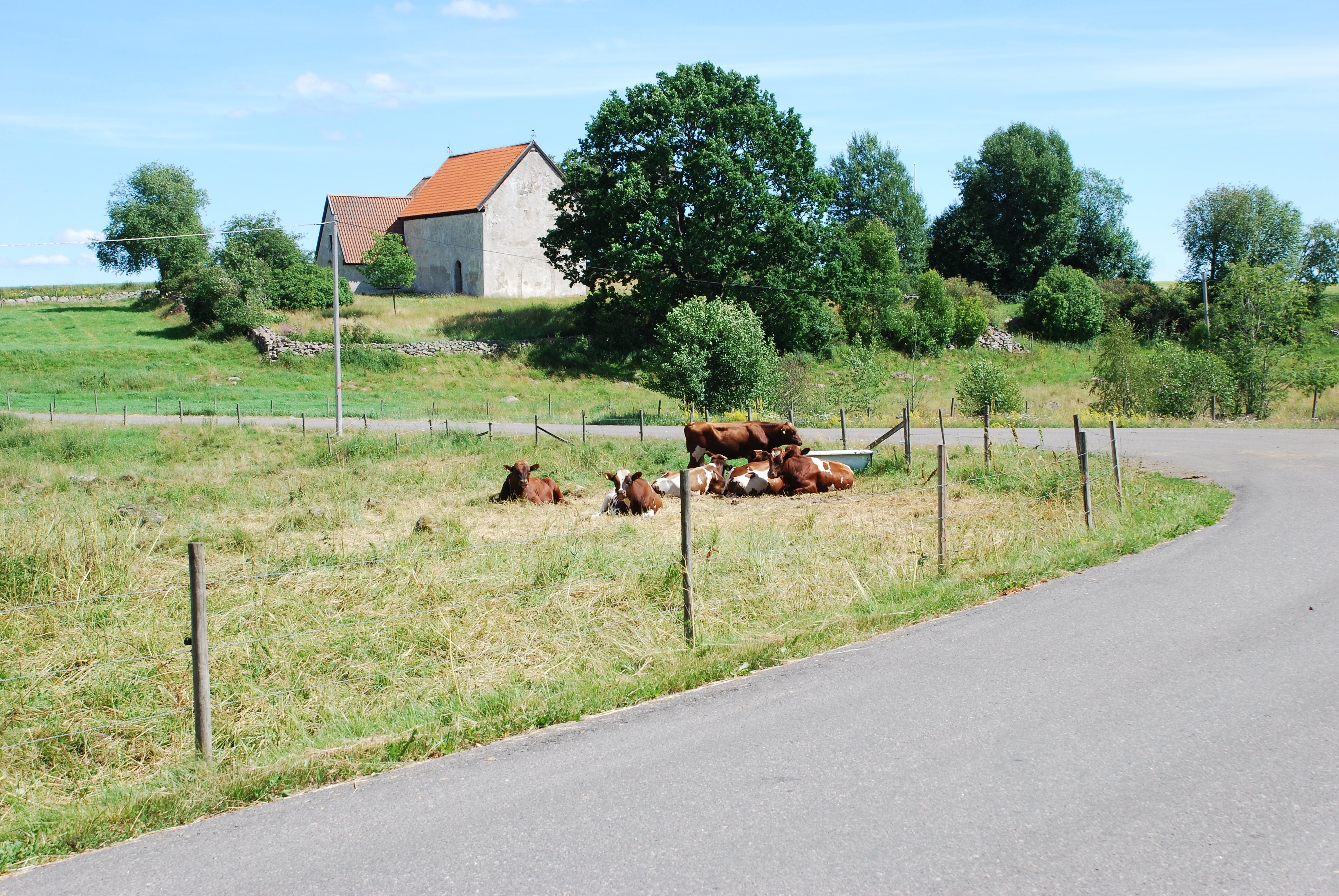
Kyrkan i landskapet
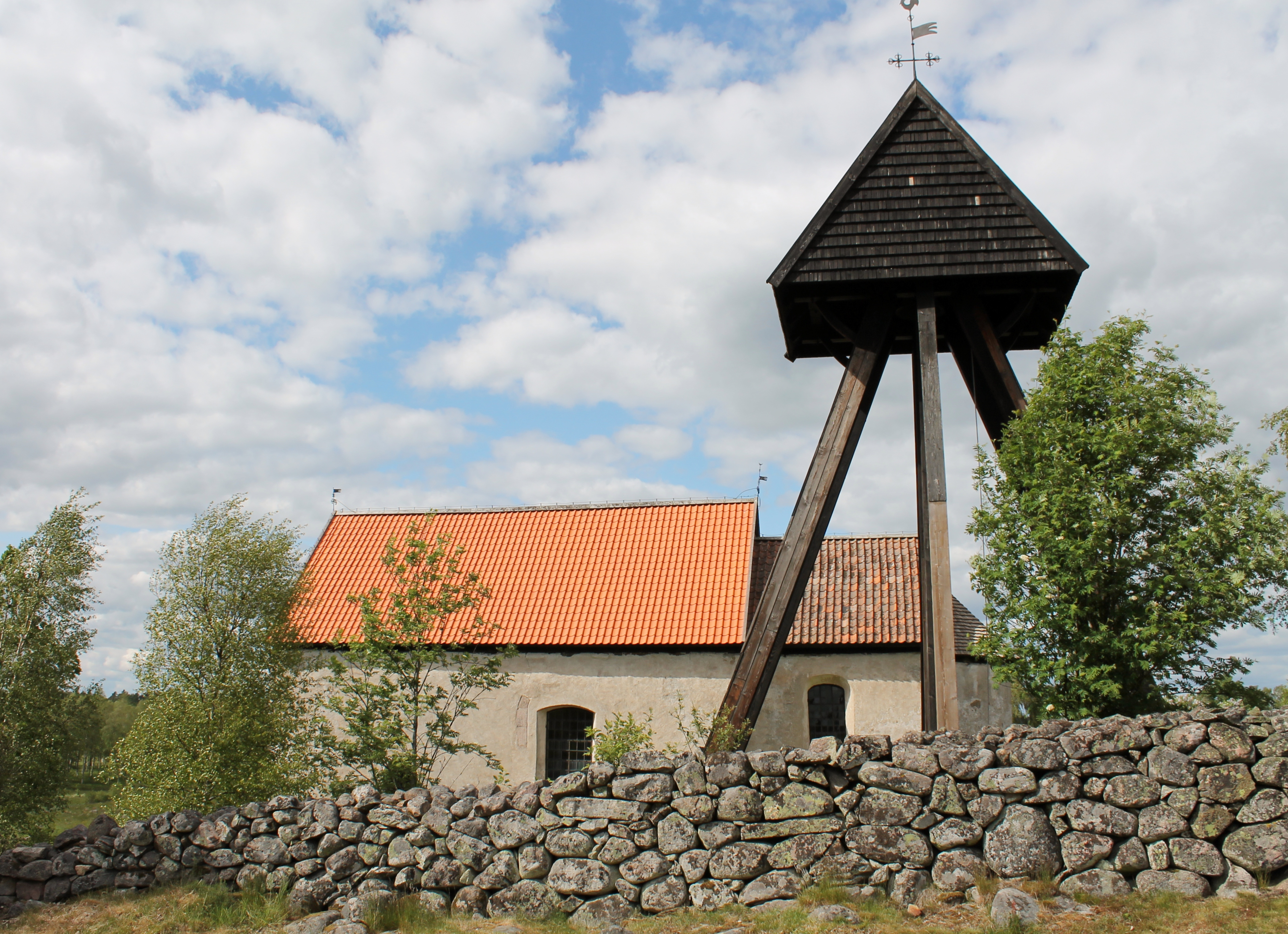
Kyrkan från söder
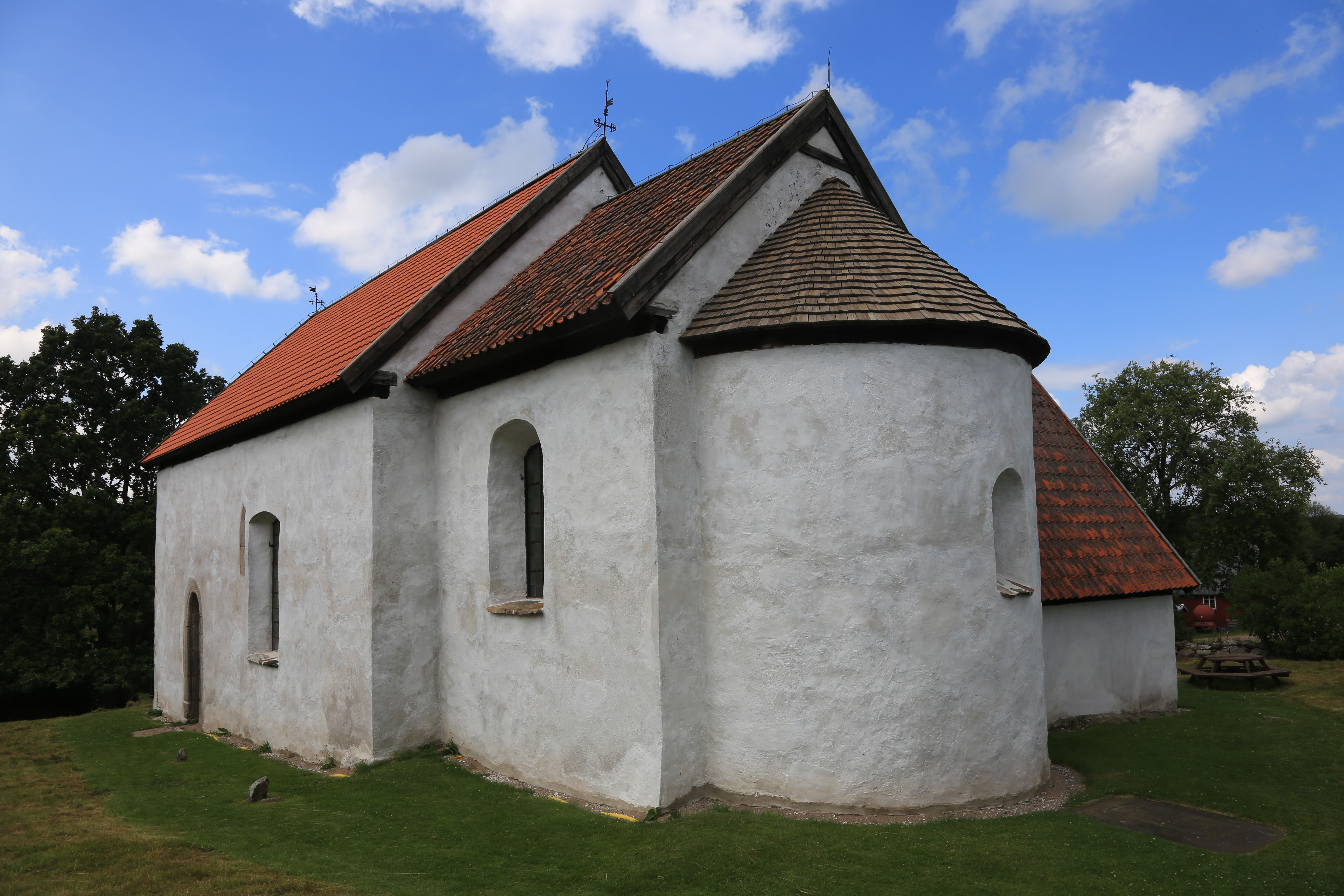
Kyrkan från sydöst
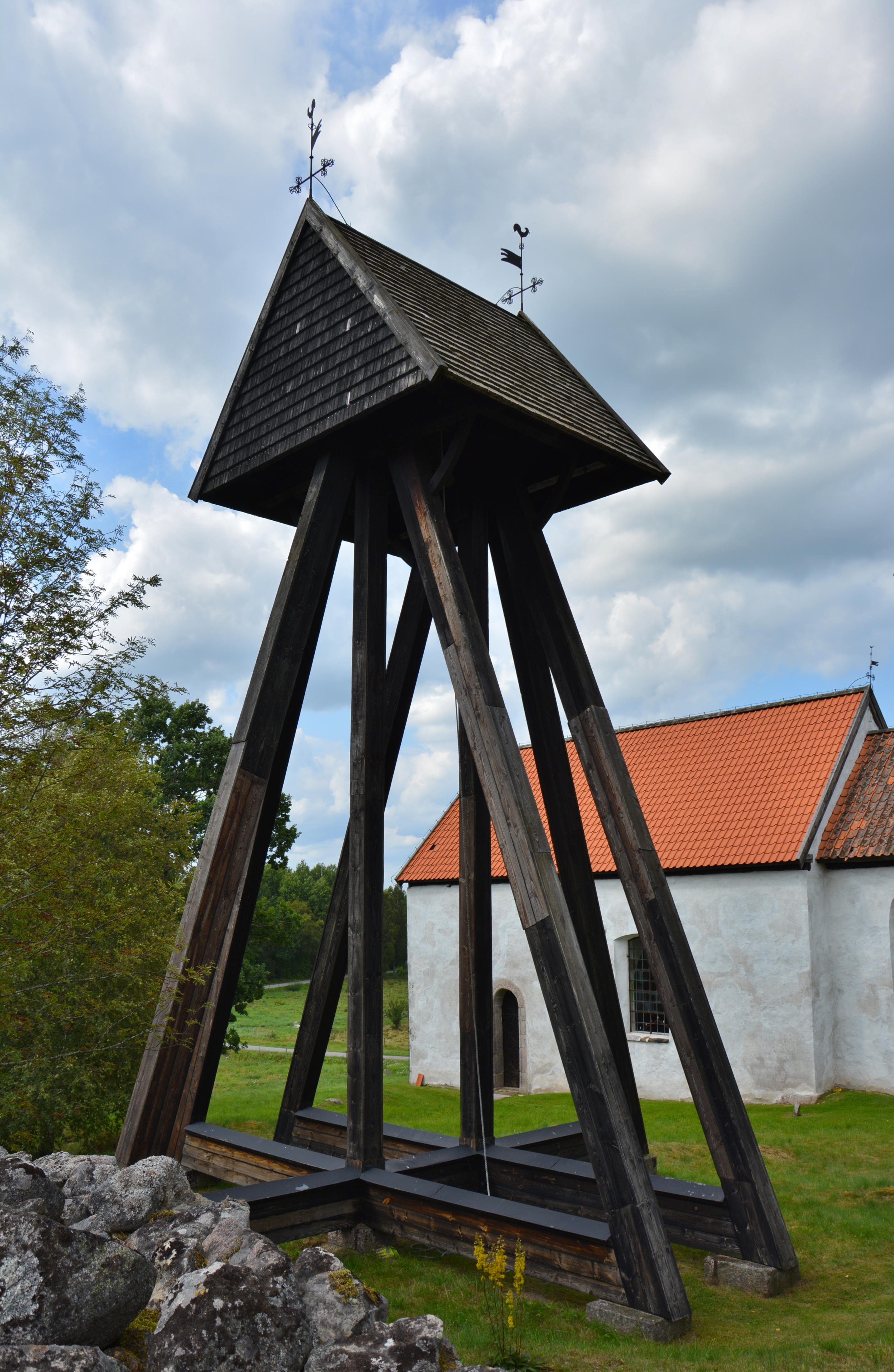
Klockstapeln
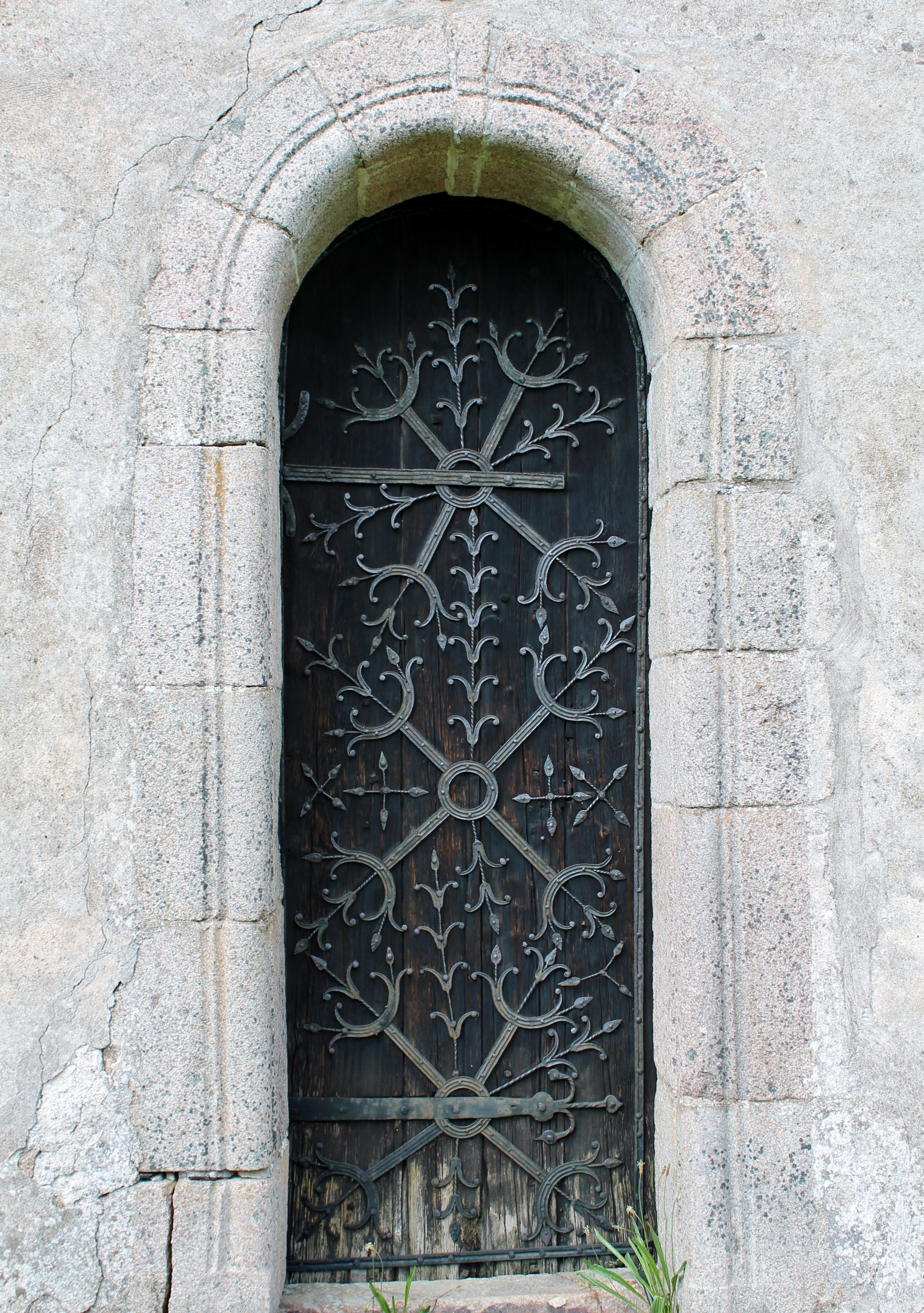
Södra kyrkporten med vackra beslag
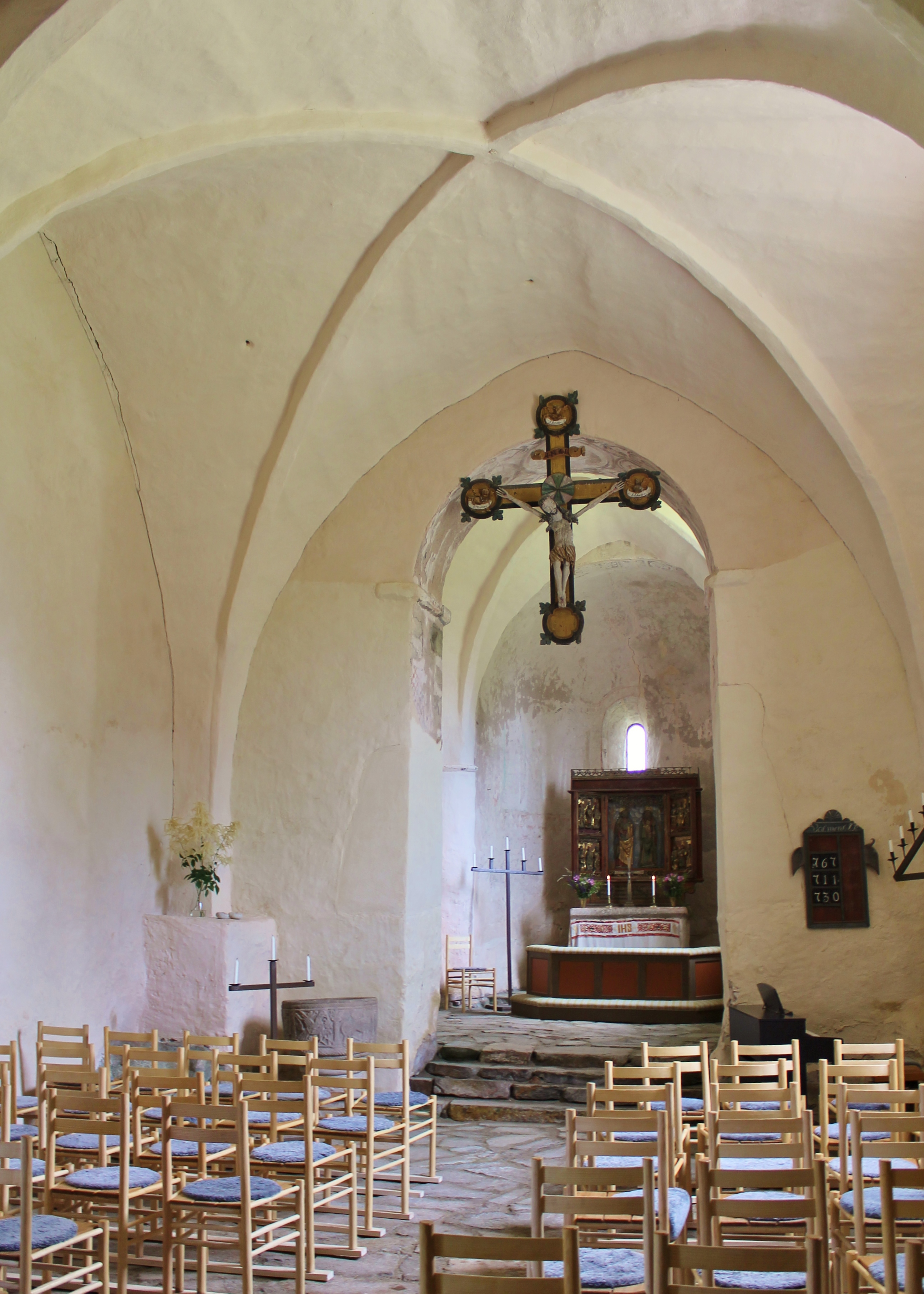
Kyrkorummets kryssvalv
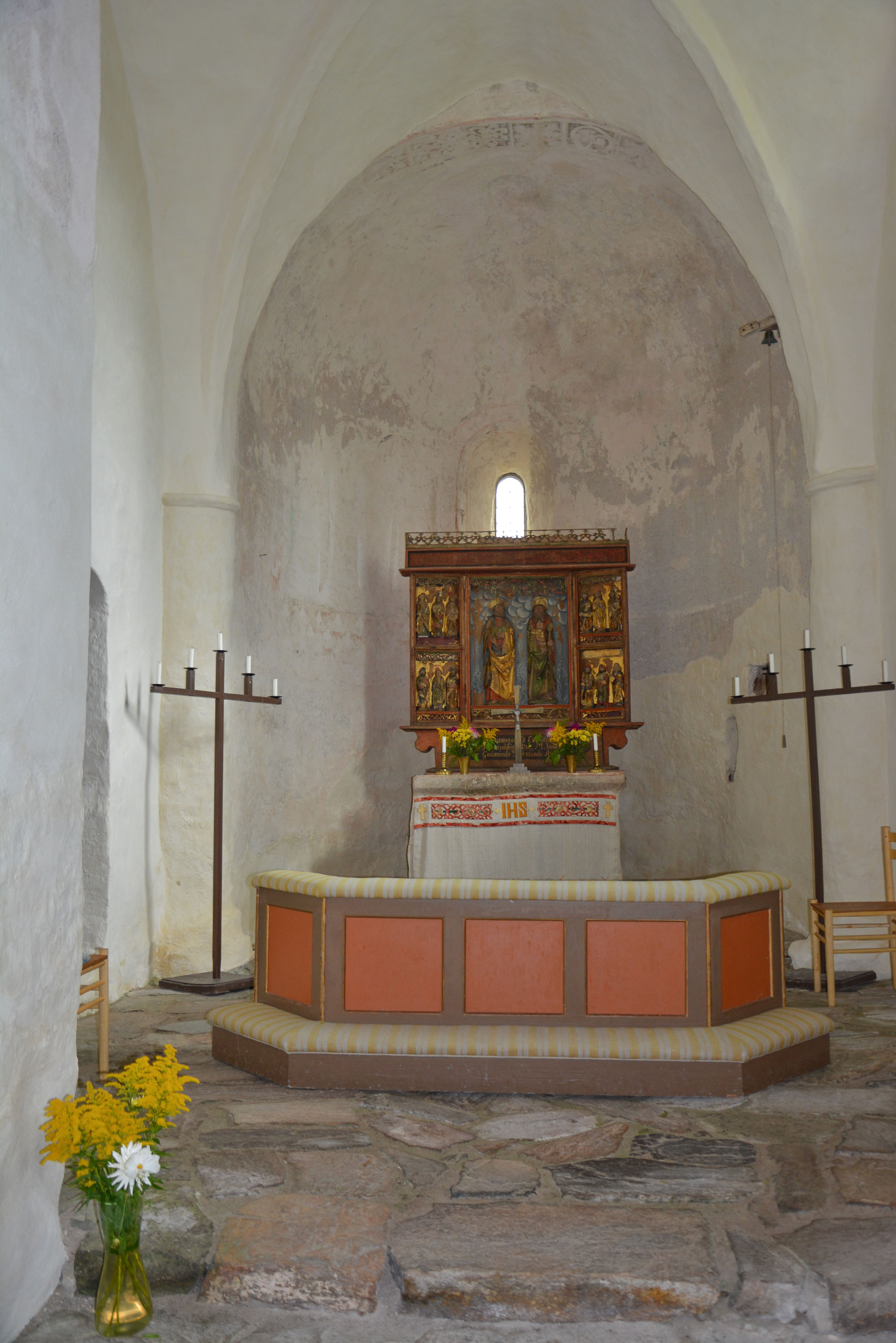
Korabsiden
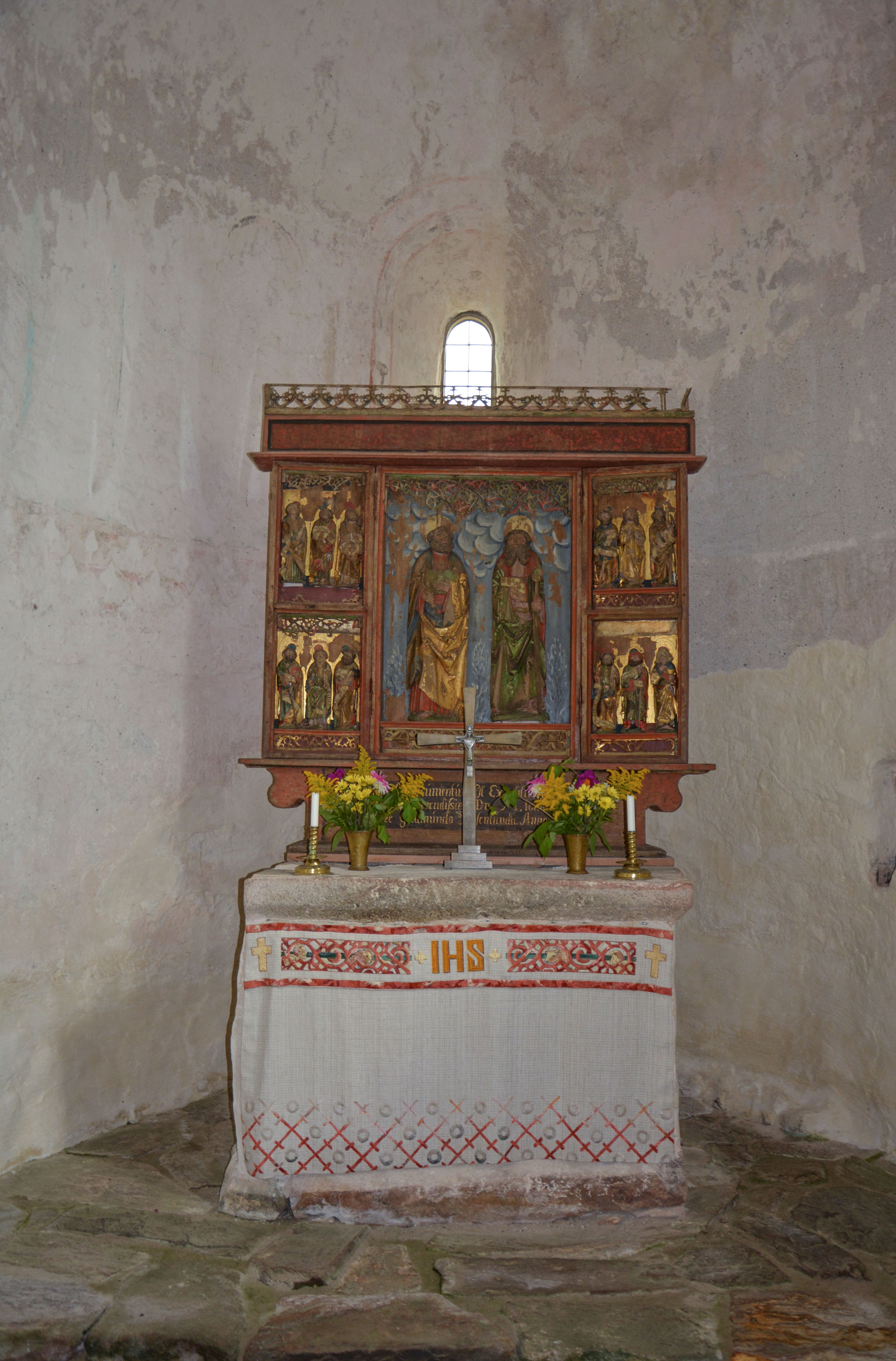
Det medeltida altaret och altarskåpet
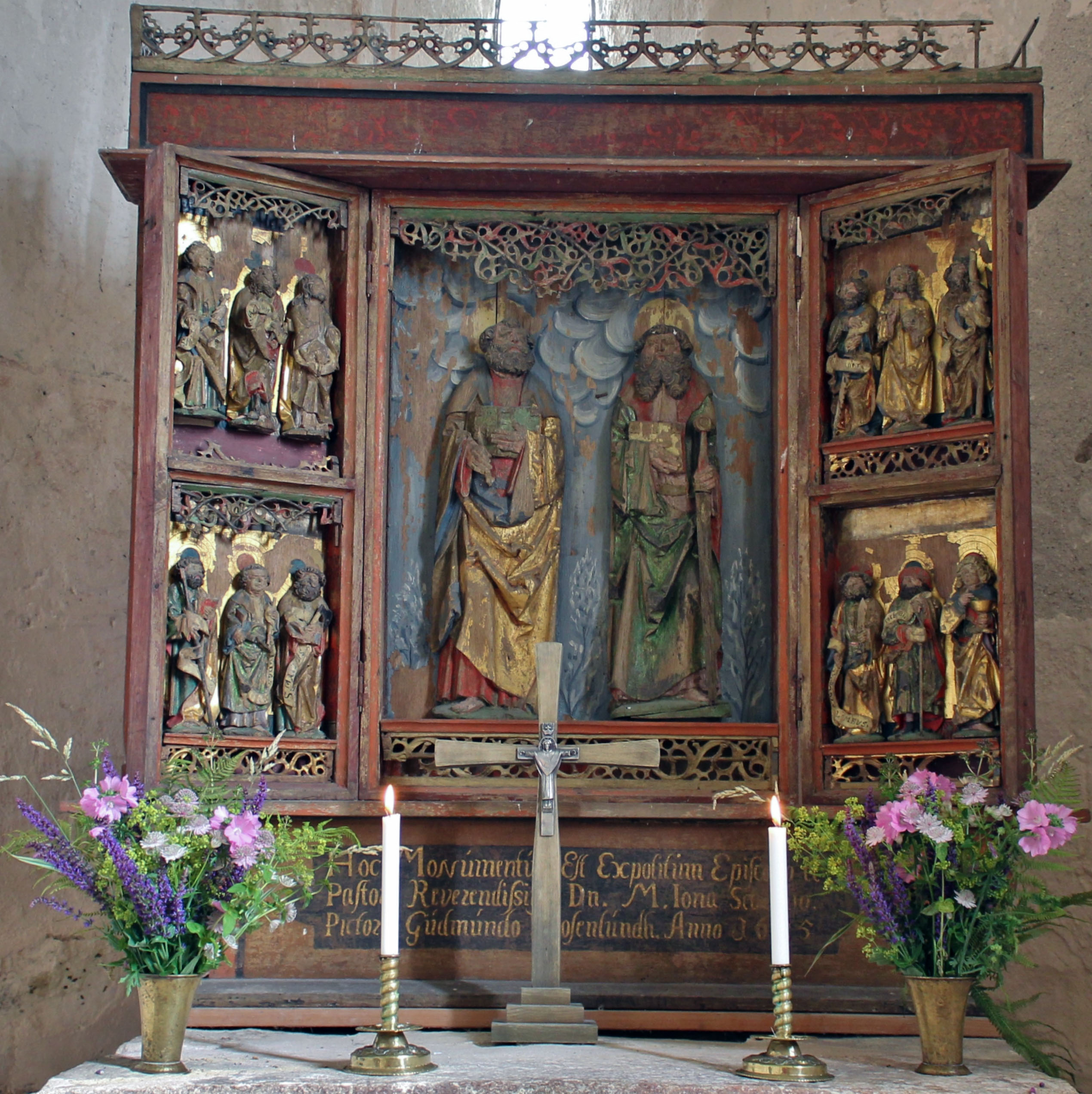
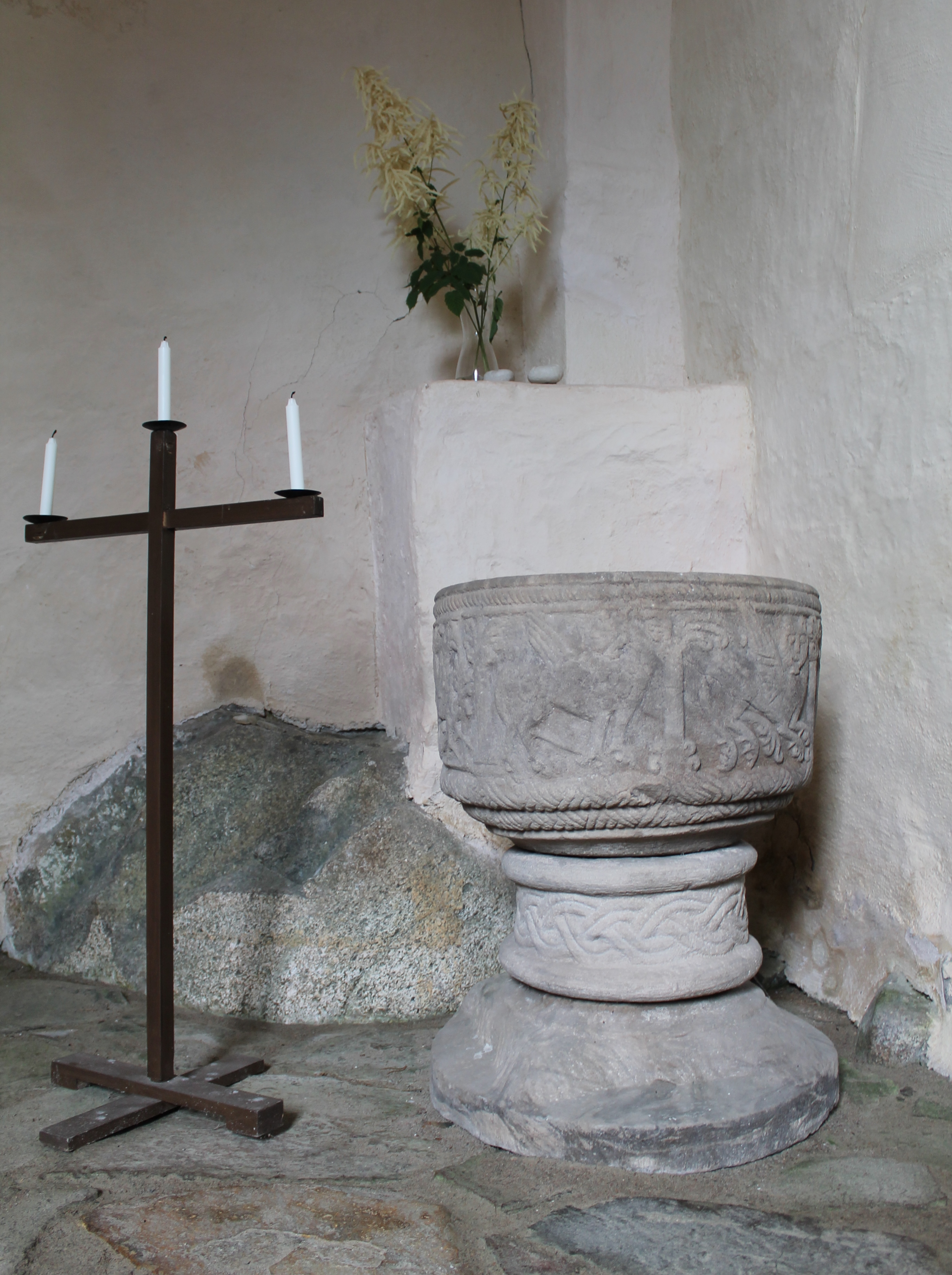
Dopfunten daterad till 1100-talet
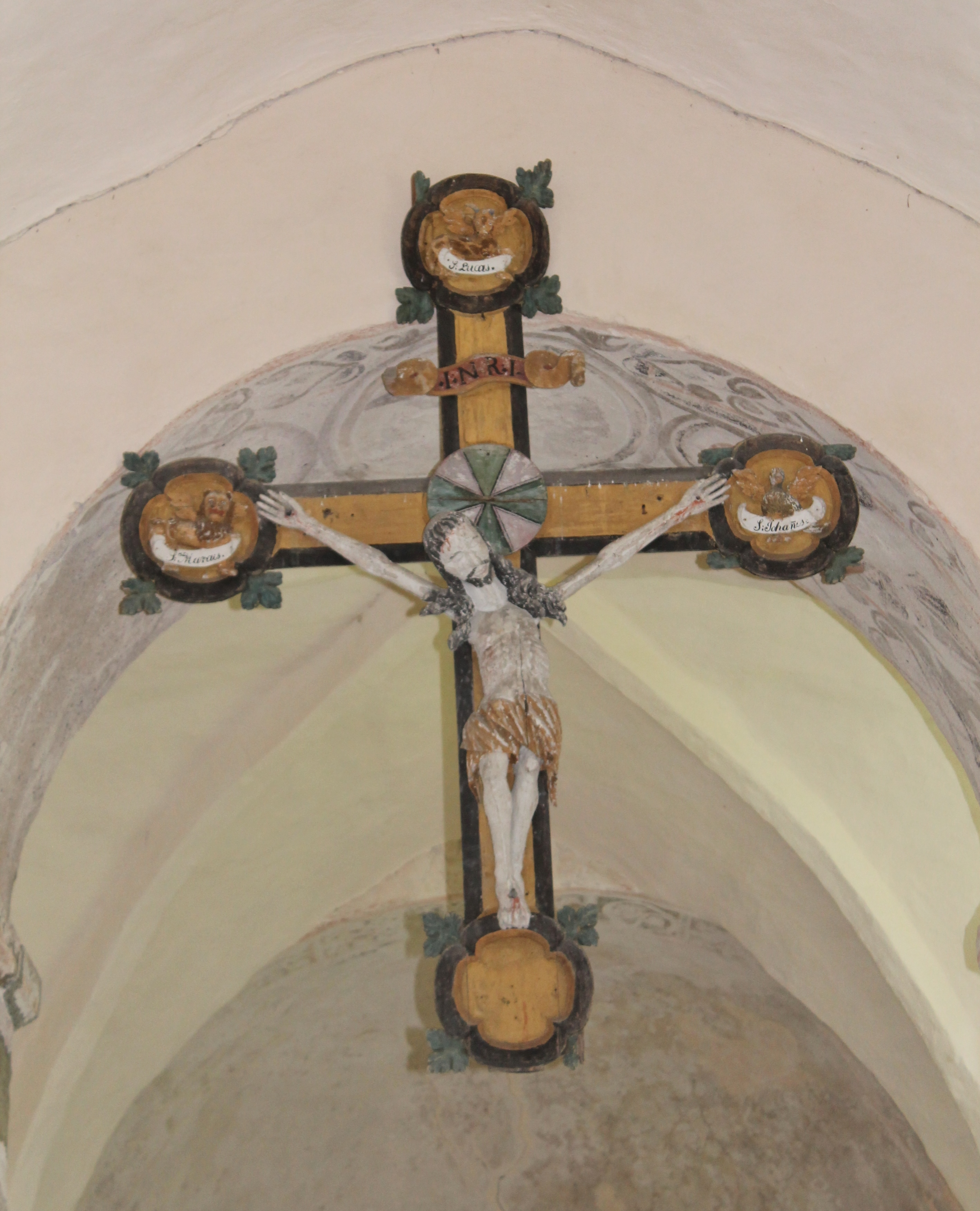
Triumfkrucifixet
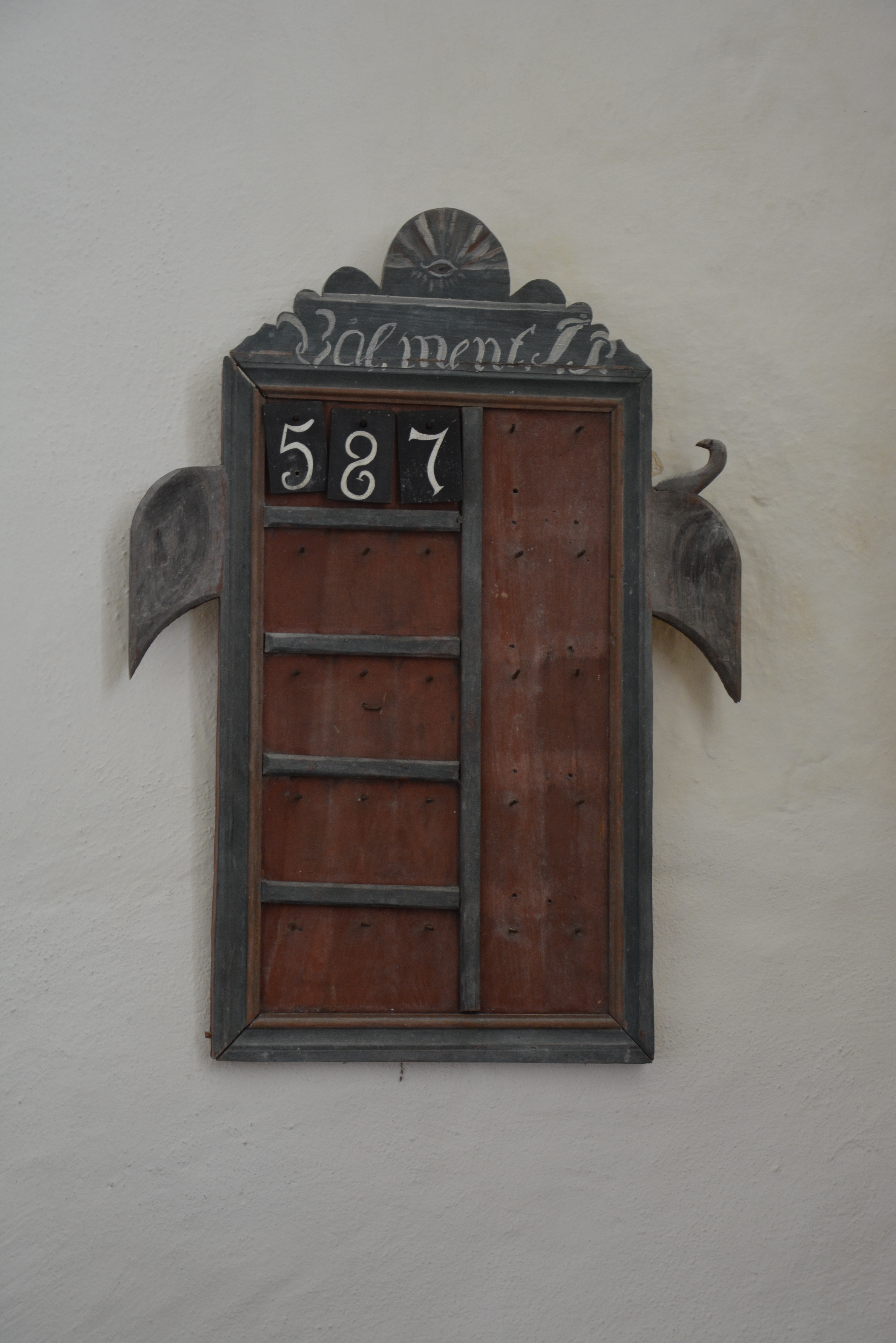
Psalmnummertavla

## Det senmedeltida altarskåpet

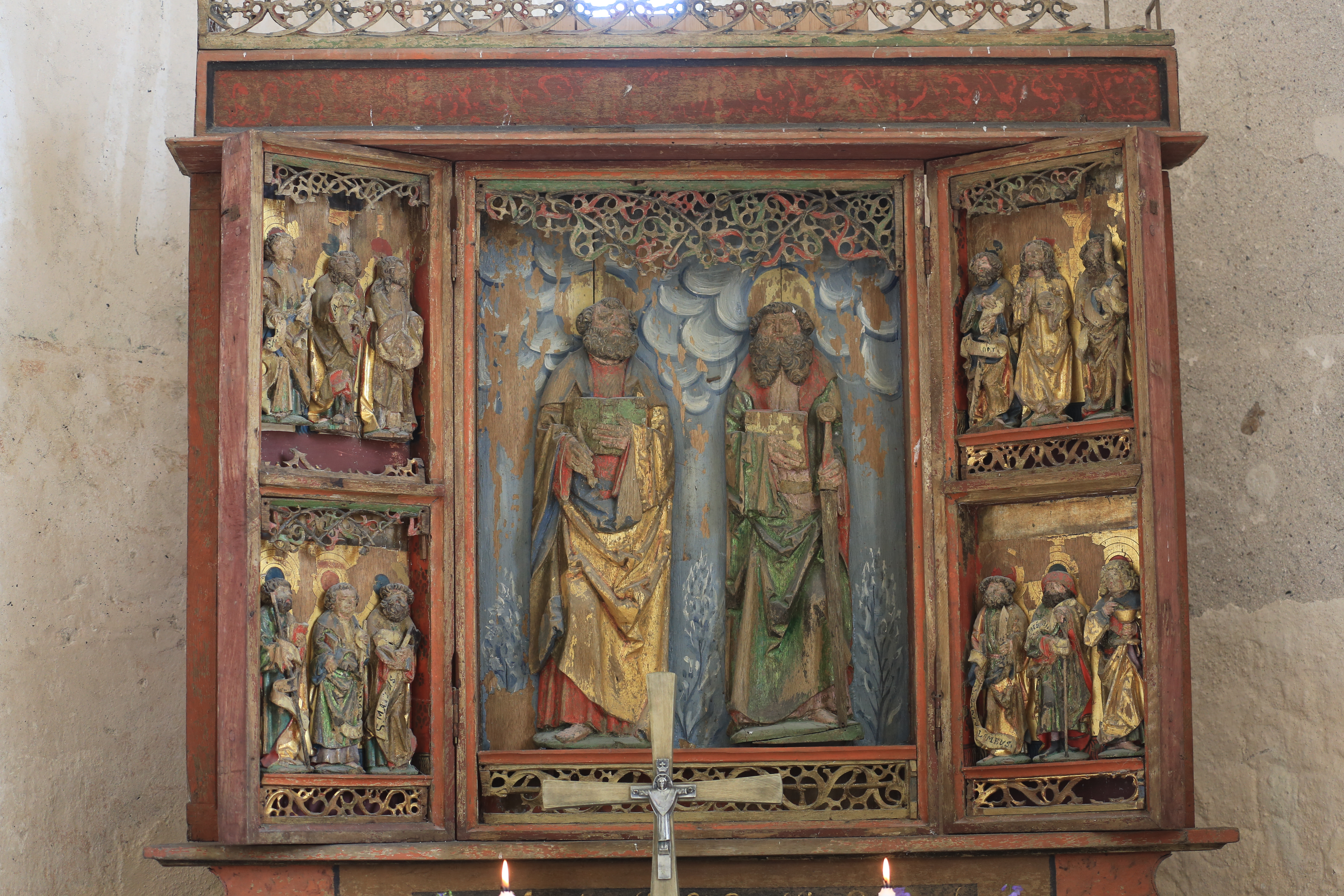
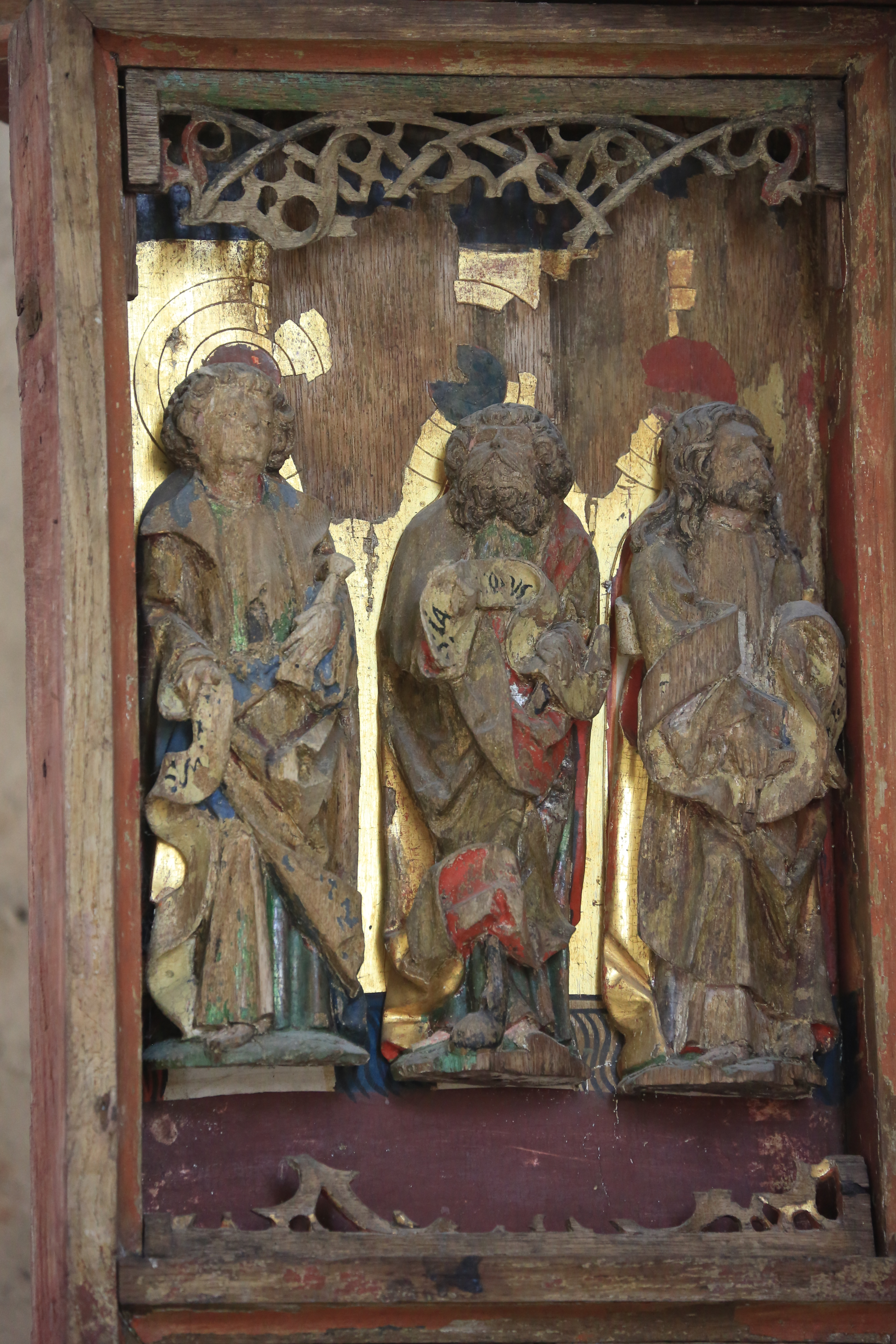
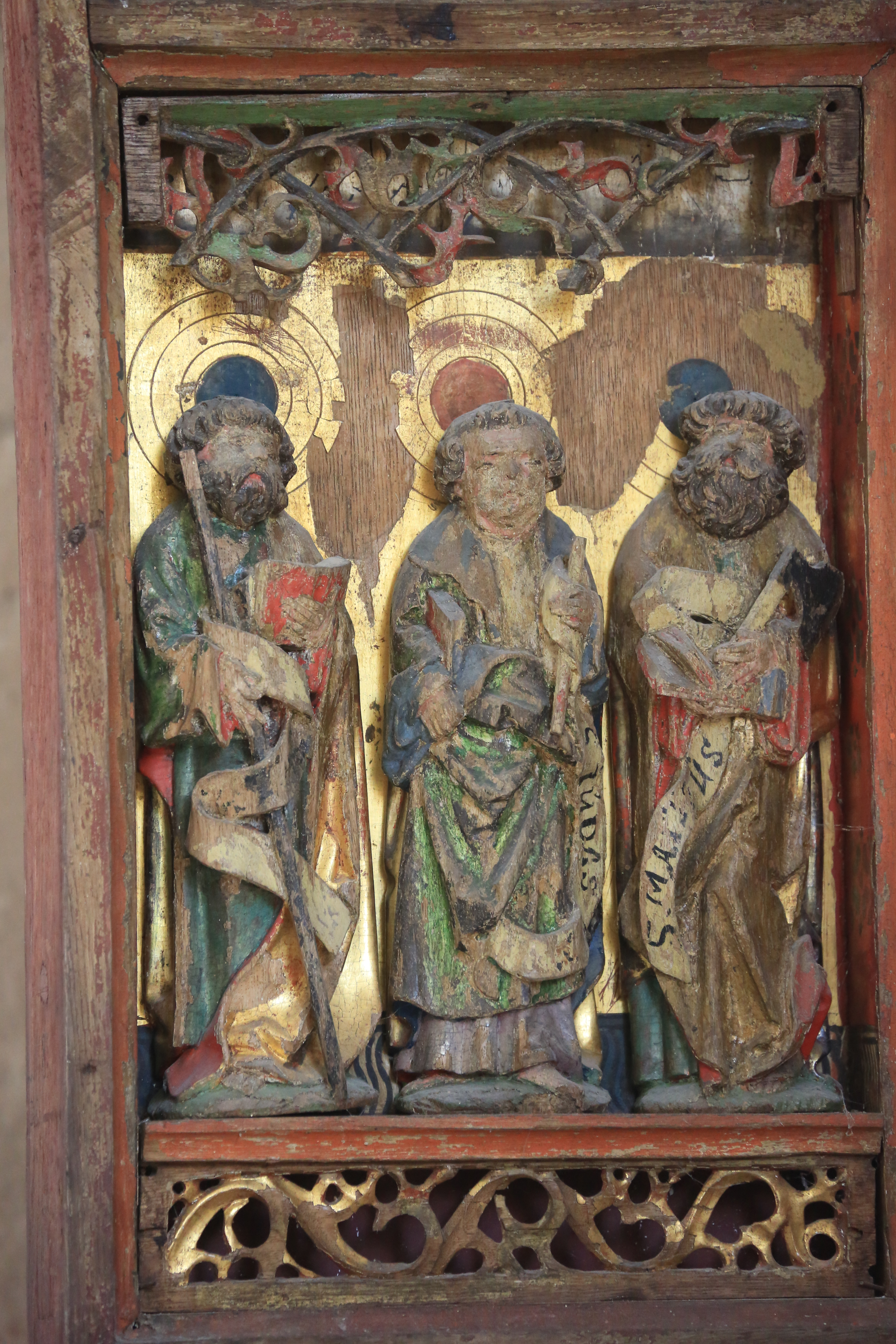
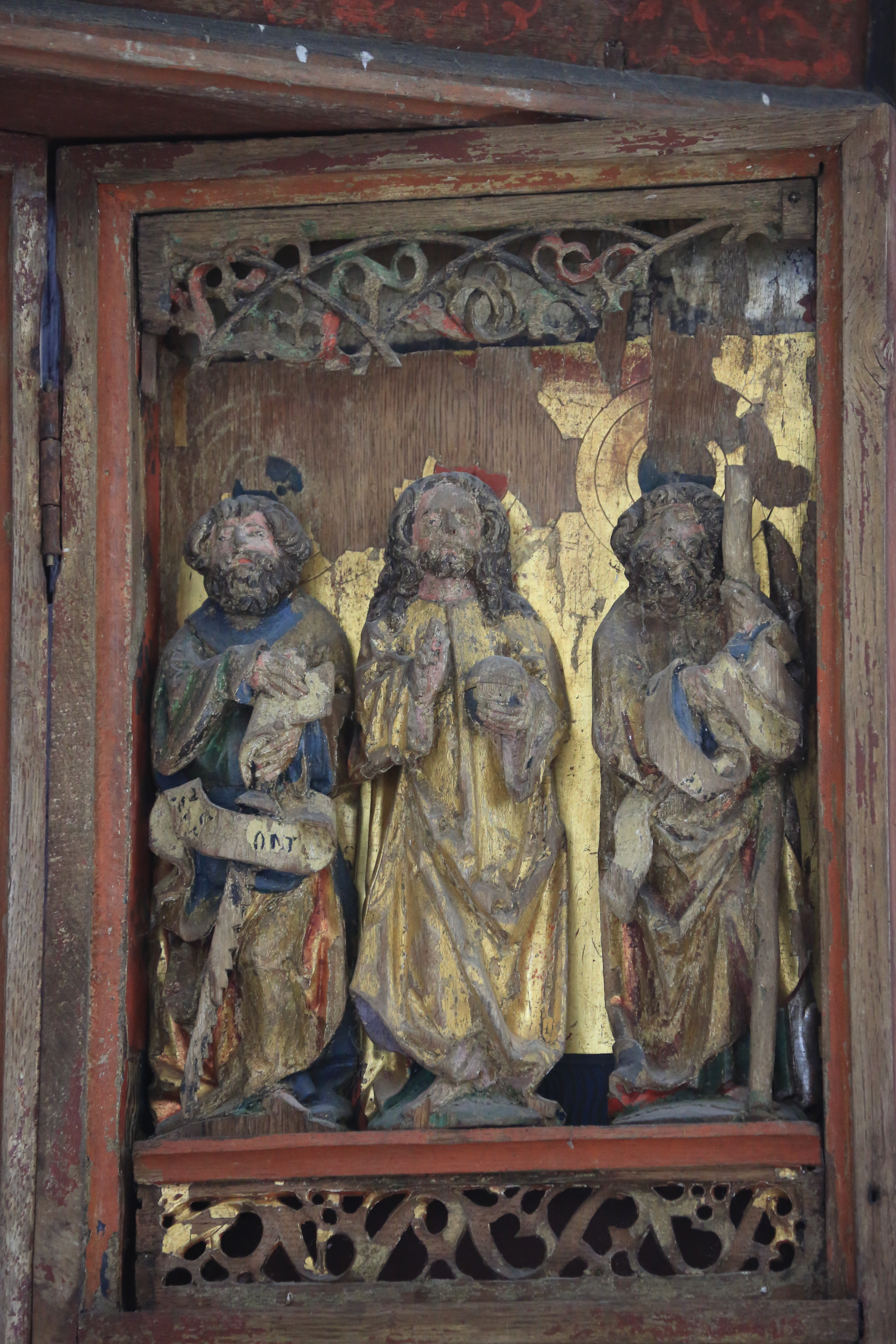
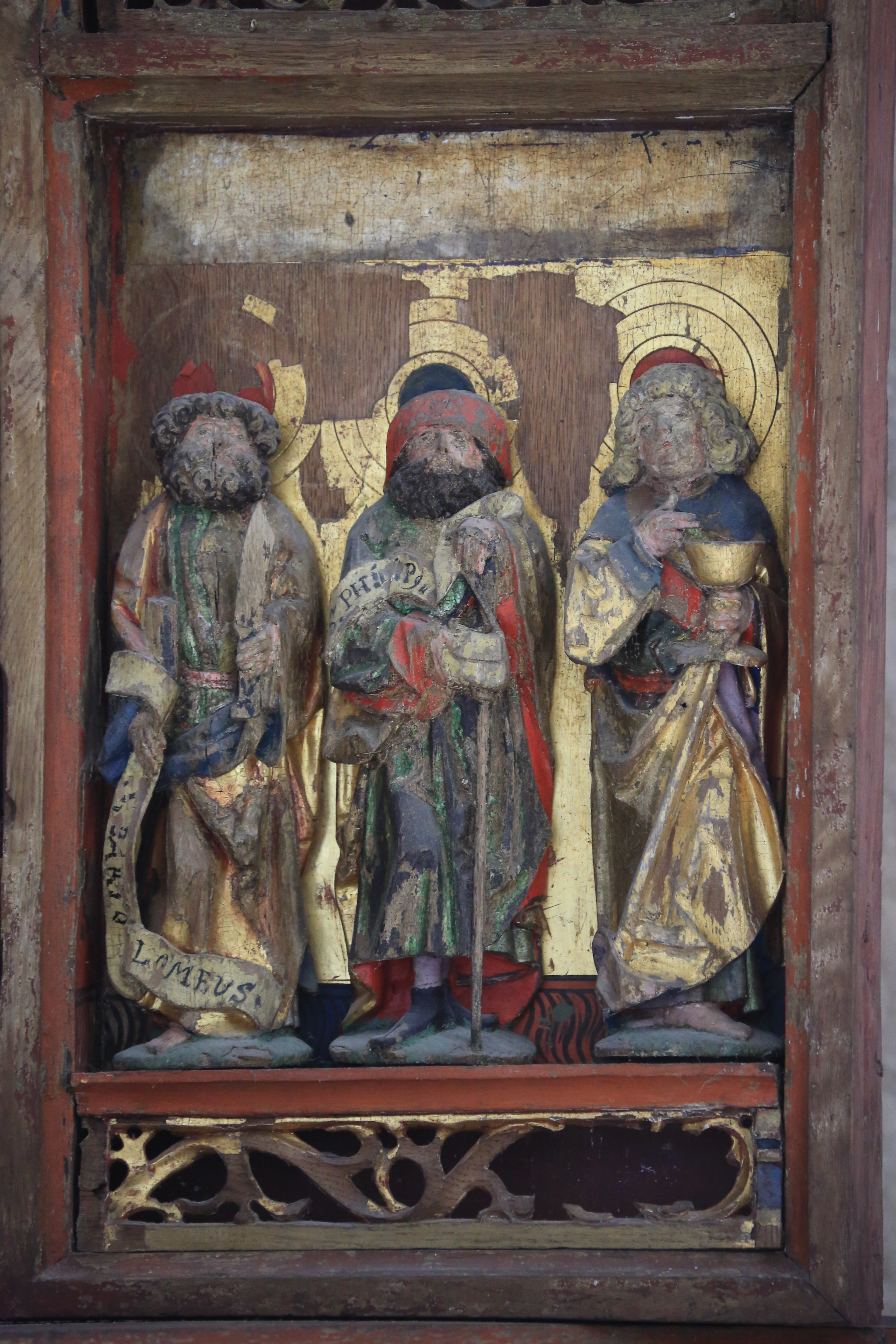